# Chicago Fire
Chicago Fire je fotbalový klub hrající americkou Major League Soccer. Byl založen 8. října 1997, do MLS vstoupil v roce 1998.
V letech 1998 až 2000 zde působil český záložník Luboš Kubík, který byl v sezoně 2001 vyměněn do Dallas Burn.

## Soupiska

### Češi v klubu
| Jméno       | Období    | Zápasy | Góly | |
| ----------- | --------- | ------ | ---- | --- |
| Luboš Kubík | 1998–2000 | 71     | 15   | 1× Major League Soccer (1998) 2× US Open Cup (1998, 2000) MLS Defender of the Year (1998) 2× MLS Best XI (1998, 1999) 2× Hráč týdne MLS (15/1998, 19/1999) |

## Úspěchy
- 1× MLS Cup: (1998)
- 1× MLS Supporters' Shield: (2003)
- 4× US Open Cup: (1998, 2000, 2003 a 2006)
- 1× finalista SuperLigy: (1999)
- 2× semifinále Liga mistrů CONCACAF: (1999, 2004)